# A Monster Like Me
"A Monster Like Me" er en sang skrevet af den norske singer-songwriter Kjetil Mørland og sunget af Mørland og Debrah Scarlett. Sangen repræsenterede Norge i Eurovision Song Contest 2015. Den blev udgivet som en digital download i Norge den 17. februar 2015.

## Melodi Grand Prix 2015
Under Melodi Grand Prix 2015 pressekonference den 21. januar 2015 blev "A Monster Like Me" annonceret som et af de elleve sange, som skal konkurrerer om at repræsentere Norge i Eurovision Song Contest 2015 i Wien, Østrig. Sangen blev udført som den niende i rækken og var en af de fire sange, der fortsatte til Guldfinalen. "A Monster Like Me" modtog 88.869 stemmer samlet, kun 3.496 stemmer foran 2. pladsen, og vandt muligheden for at konkurrere i Wien.
Efter at have vundet Melodi Grand Prix, toppede sangen som nummer 24 på VG-lista. 

## Musikvideo
En musikvideo blev lavet, for at ledsage udgivelsen af "A Monster Like Me". Den blev første gang udgivet på YouTube den 20. februar 2015 en samlet længde på tre minutter og tretten sekunder.